# Clavell de vent
El clavell d'aire o clavell de vent (Tillandsia aeranthos) és una planta epífita de la família de les bromeliàcies que creix penjada d'arbres i roques prop del nivell del mar al Brasil, Uruguai, Equador i l'Argentina. L'espècie Tillandsia aeranthos va ser descrita pel botànic Jean Louis August Loiseleur-Deslongchamps d'abreviatura Loisel. El gènere Tillandsia el va anomenar Carles Linné, en honor del metge i botànic finés Dr. Elias Tillandz (originàriament Tillander) (1640-1693).

## Morfologia
Tillandsia aeranthos és una planta de fulles estretes; creix en àrees plujoses; des del nivell del mar fins a diversos centenars de metres d'altitud. Els nutrients que necessita la planta els recol·lecta de l'aire (pols, fulles que cauen i matèria procedent dels insectes) a través de les estructures en les fulles anomenades tricomes. Les espècies de Tillandsia són epífits, és a dir en la naturalesa creixen normalment sobre altres plantes, sense ser paràsits, i creixen fora del sòl, creixent damunt d'altres plantes, generalment en arbres, o en roques i penya-segats. La reproducció està assegurada per les plàntules anomenades "fillols". Una sola planta podria tindre una dotzena de fillols que poden ser llevats i desenrotllats per separat o deixats junt amb la planta mare, per a formar una colònia.

## Cultiu i usos
Tillandsia aeranthos és una planta ornamental d'interior cultivada pel seu aspecte atractiu i per la peculiaritat de viure sense terra. Absorbixen l'aigua i els nutrients a través de les fulles, de manera que no necessiten sòl Les arrels les utilitzen només com a ancoratges (ja que els nutrients no els prenen amb les arrels). Es desenvolupen bé a l'interior o en hivernacle. En general, prefereixen la llum del sol indirecte o difusa. A l'estiu (a l'hemisferi nord) el sol directe farà malbé les fulles; només és acceptable a l'hivern. A l'interior, una Tillandsia s'ha de posar prop d'una finestra assolellada (evitar l'orientació nord). Preferixen estar a l'aire lliure a l'estiu i amb un cert moviment suau d'aire fresc.
Per a regar-les, la primera opció és aigua de pluja. Si l'aigua de pluja no és suficient, també es pot fer servir aigua de l'aixeta, preferiblement filtrada. Les plantes s'han d'amerar a fons dues vegades per setmana quan encara no té la flor, més sovint amb un ambient càlid i sec, però no mantinga les plantes constantment mullades, permeten-li assecar-se entre els regs. A més, la planta agrairà ser arruixada a l'estiu amb aigua vaporitzada una vegada al dia. L'aerosol tres vegades a la setmana en la tardor i l'hivern. L'arruixament d'aigua no substituïx en amarar amb cura amb una llanda de reg o submergir-la enterament en aigua (per aproximadament una hora). Després d'amerar, l'excés de l'aigua se sacsa per a evitar la putrefacció. Les plantes en flor són més susceptibles a la putrefacció i no han de ser amerades. Tillandsia no pot sobreviure amb aigua constant, ni sent plantat en terra.
Arruixe amb fertilitzant de plantes d'interior, una vegada cada dues setmanes a la primavera i estiu, i una vegada cada quatre setmanes a la tardor i hivern. Diluïsca el fertilitzant a un quart de la força recomanada. Encara que es cultiven pel seu aspecte en general i no per la seua flor, algunes Tillandsia tenen unes floracions regulars, i algunes espècies tenen unes flors molt impressionants. A més és comú en estes plantes que varien el color de les fulles (que canvia generalment de verd al roig) en les que es troben al voltant de la flor. Açò és una indicació que la planta és monocàrpica (que produïxen flors només una vegada abans de morir) però les plàntules que sorgixen al voltant de la planta en flor continuaran vivint. Després de florir, la planta formarà plàntules o "fillols" al voltant de la planta mare. Deixe estos el més possible, perquè la planta els continua desenrotllant al seu voltant formant una colònia. Fixar amb la goma de silicona o amb una goma no aquosa que siga soluble, evitant en la base les fulles més baixes i agafant les arrels que creixen en la base. Per a fer dissenys florals, s'utilitzen petxines marines, troncs de fusta seca, corals, roques, ceràmiques, fonts o vidres. També s'adornen els dissenys florals amb la molsa de tipus esfagne verd (tenyit o natural) com a ornament.